# Aytjan Xalmaxanov
Aytjan Xalmaxanov (ur. 2006) – uzbecki zapaśnik walczący w stylu klasycznym. 
Złoty medalista mistrzostw Azji w 2025. Mistrz świata kadetów w 2022 i trzeci w 2023 roku. 